# رامون ولاد
رامون ولاد (رومانیایی: Roman Vlad؛ ‏ ۲۹ دسامبر ۱۹۱۹ – ۲۱ سپتامبر ۲۰۱۳) آهنگساز و نوازنده پیانو اهل رومانی بود.
از فیلم‌هایی که وی در آن‌ها نقش داشته‌است، می‌توان به زندگی وردی و زندگی لئوناردو داوینچی اشاره کرد.